# Gracilidia
Gracilidia  (лат.) — род прыгающих насекомых из семейства цикадок (Cicadellidae). Южная Америка. Длина 6-8 мм (самки крупнее). Голова угловатая, уже пронотума; лоб уже ширины глаз. Эдеагус с единственным апикальным или субапикальным шипиком. Сходны по габитусу с Boliviela и другими родами родовой группы Boliviela genus group (Dicodia, Tinocripus и Paralidia), отличаясь деталями строения гениталий. Род включают в состав подсемейства Coelidiinae.
- Gracilidia membrana Nielson, 2011 — Колумбия
- Gracilidia gracilis Nielson, 1988 — Эквадор typus
- другие виды